# Нуэво-Касас-Грандес (муниципалитет)
Нуэво-Касас-Грандес (исп. Nuevo Casas Grandes) — муниципалитет в Мексике, штат Чиуауа с административным центром в одноимённом городе. Численность населения, по данным переписи 2010 года, составила 59 337 человек.

## Общие сведения
Название Nuevo Casas Grandes с испанского языка можно перевести как новые большие дома. Большими домами Франсиско де Ибарра назвал пирамиды в расположенном неподалёку городе индейцев Пакиме.
Площадь муниципалитета равна 2602 км², что составляет 1,05 % от общей площади штата, а наивысшая точка — 1840 метров, расположена в поселении Сан-Антонио.
Он граничит с другими муниципалитетами штата Чиуауа: на севере Асенсьоном, на востоке с Буэнавентурой, на юге с Галеаной, на западе с Касас-Грандесом и Ханосом.

## Учреждение и состав
Муниципалитет был образован в 1923 году, в его состав входит 94 населённых пункта, самые крупные из которых:
| Код INEGI | Населённый пункт                                                                | Численность населения (2005 год) | Численность населения (2010 год) |
| --------- | ------------------------------------------------------------------------------- | -------------------------------- | -------------------------------- |
| 050       | Всего                                                                           | 54411                            | 59337                            |
| 0001      | Нуэво-Касас-Грандес (исп. Nuevo Casas Grandes) 30°24′48″ с. ш. 107°54′45″ з. д. | 50863                            | 55553                            |
| 0010      | Сексьон-Идальго (исп. Sección Hidalgo) 30°29′52″ с. ш. 107°54′12″ з. д.         | 614                              | 626                              |
| 0003      | Буэна-Фе (исп. Buena Fe) 30°21′50″ с. ш. 107°55′26″ з. д.                       | 519                              | 544                              |
| 0011      | Эхидо-Идальго (исп. Ejido Hidalgo) 30°33′57″ с. ш. 107°53′47″ з. д.             | 425                              | 451                              |
| 0012      | Франсиско-Мадеро (исп. Francisco I. Madero) 30°17′12″ с. ш. 107°56′50″ з. д.    | 460                              | 425                              |

## Экономика
По статистическим данным 2000 года, работоспособное население занято по секторам экономики в следующих пропорциях: сельское хозяйство, скотоводство и рыбная ловля — 10,3 %, промышленность и строительство — 34,5 %, сфера обслуживания и туризма — 50,7 %, прочее — 4,5 %.

## Инфраструктура
По статистическим данным 2010 года, инфраструктура развита следующим образом:
- электрификация: 99,4 %;
- водоснабжение: 99,4 %;
- водоотведение: 97 %.

## Фотографии

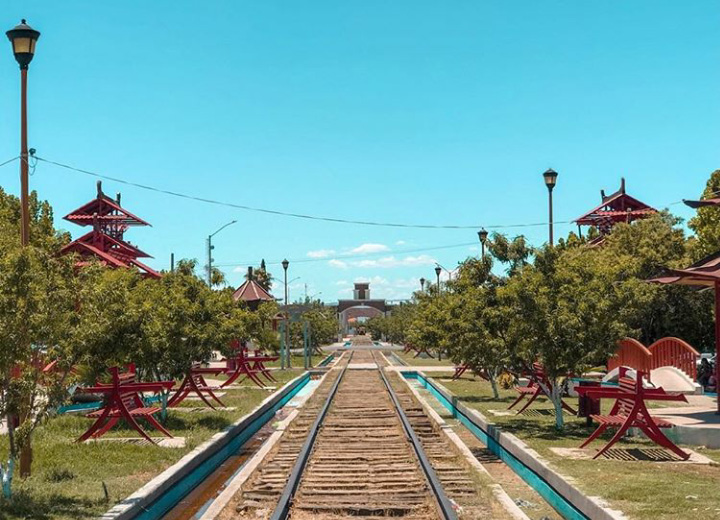
Парк Пласа-Мормона в Нуэво-Касас-Грандесе
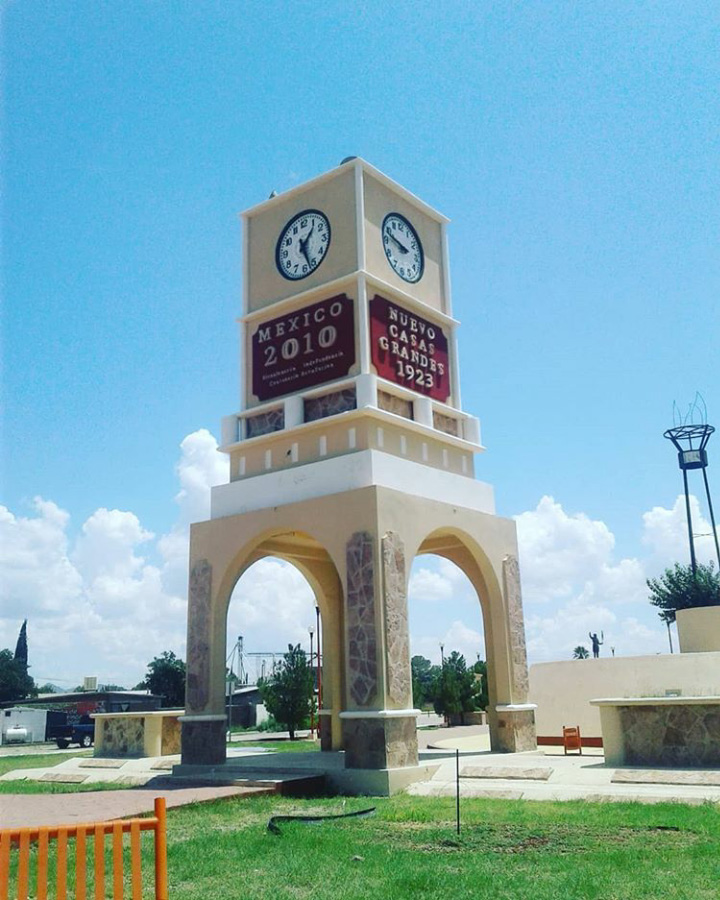
Башня с часами